# Maszt radiowy w Bartnikach
Maszt radiowy w Bartnikach – maszt znajdujący się we wsi Bartniki w powiecie żyrardowskim.

## Parametry
- Wysokość posadowienia podpory anteny: 108 m n.p.m.
- Wysokość zawieszenia systemów antenowych: Radio: 120, 135, TV: 132 m n.p.t. – analogowa,  136 m n.p.t - cyfrowa

## Transmitowane programy

### Programy telewizyjne – cyfrowe
Sygnał analogowy został wyłączony 20 maja 2013 roku. 20 grudnia 2016 w paśmie VHF uruchomiono MUX 8. Od 23 maja 2022 roku jest nadawana naziemna telewizja cyfrowa w standardzie DVB-T2/HEVC (H.265). W nocy z 14 na 15 grudnia 2023 roku zmieniono standard nadawania nadajników MUX 3 na DVB-T2/HEVC (H.265).
| Nazwa multipleksu | Częstotliwość (MHz) | Kanał | Moc (kW) | Polaryzacja | Charakterystyka promieniowania | Standard nadawania | Kompresja | Data uruchomienia nadajnika |
| ----------------- | ------------------- | ----- | -------- | ----------- | ------------------------------ | ------------------ | --------- | --------------------------- |
| MUX 1             | 650 MHz             | 43    | 10 kW    | pozioma (H) | kierunkowa (D)                 | DVB-T2             | HEVC      | 27 czerwca 2022             |
| MUX 2             | 538 MHz             | 29    | 10 kW    | pozioma (H) | kierunkowa (D)                 | DVB-T2             | HEVC      | 23 maja 2022                |
| MUX 3 (Łódź)      | 570 MHz             | 33    | 89 kW    | pozioma (H) | dookólna (ND)                  | DVB-T2             | HEVC      | 23 maja 2022                |
| MUX 6             | 690 MHz             | 48    | 10 kW    | pozioma (H) | kierunkowa (D)                 | DVB-T2             | HEVC      | 1 lutego 2023               |
| MUX 8             | 191.5 MHz           | 7     | 2 kW     | pozioma (H) | kierunkowa (D)                 | DVB-T              | MPEG-4    | 23 grudnia 2016             |

### Nienadawane analogowe programy telewizyjne
| LP | Program | Właściciel                | Kanal | Częstotliwość | Moc ERP |
| -- | ------- | ------------------------- | ----- | ------------- | ------- |
| 1. | Polsat  | Telewizja Polsat S.A.     | 37    | 599,25 MHz    | 1 kW    |
| 2. | TV Puls | Telewizja Puls Sp. z o.o. | 52    | 719,25 MHz    | 1 kW    |

### Programy radiowe – analogowe
| LP | Program            | Właściciel                                       | Częstotliwość | Moc ERP |
| -- | ------------------ | ------------------------------------------------ | ------------- | ------- |
| 1. | Radio Niepokalanów | Prowincja Zakonu Braci Mniejszych Konwentualnych | 102,7 MHz     | 1 kW    |

### Programy radiowe – cyfrowe
| Skład multipleksu | Częstotliwość | Kanał | Moc nadajnika | Polaryzacja | Kierunkowość | Kompresja |
| --- | ------------- | ----- | ------------- | ----------- | ------------ | --------- |
| DAB+ - Polskie Radio Program I - Polskie Radio Program II - Polskie Radio Program III - Czwórka - Polskie Radio Dzieciom - Radio Poland - Program IV Polskie Radio 24 - Polskie Radio Chopin - Polskie Radio RDC - Polskie Radio Kierowców - UR-1/Polskie Radio dla Ukrainy | 183,648 MHz   | 6B    | 2 kW          | pozioma     | kierunkowo   | AAC/AAC+  |